# Zrinko Tutić
Zrinko Tutić (né à Banja Luka le 2 mars 1955) est un musicien et un chanteur bosno-croate. En Bosnie-Herzégovine et en Croatie, il est considéré comme un des chanteurs les plus importants de ces trente dernières années[réf. nécessaire]. Il vit actuellement à Zagreb.

## Biographie
Né à Banja Luka, Zrinko Tutić a commencé sa carrière de chanteur à Zagreb. Il a été membre du groupe pop Selekcija, pour lequel il a composé de la musique, écrit des paroles et réalisé des arrangements. À la fin de 1973, la maison de disques Jugoton a enregistré de lui un single comprenant les titres Stari kovači et Magle. En tant que compositeur, il s'est produit pour la première fois au festival de Zabreb (Zagrebfest) de 1974, avec le titre Doći će dan, chanté par Ksenija Erker et, en tant que chanteur, il s'est produit pour la fois en 1977, avec Nepoznata, tako ću te zvati. De 1977 à 1980, il a écrit plus d'une centaine de chansons pour les enfants, activité qui s'est accomplie dans l'écriture de la musique de la comédie musicale pour la télévision Bajka o maslačku (« La Fable du pissenlit »), avec des paroles de Sunčana Škrinjarić, ainsi que la musique de la série télévisée Marko Marulić.
Au Zabrebfest de 1981, Zrinko Tutić s'est produit avec sa chanson Doris, qui inaugura une série de quatre albums en tant que chanteur,  Doris, Plavi leptir, Pola jabuke, Zrinko Tutić, édités entre 1985 et 1997 et qui aboutirent au double album de compilations Dnevne temperature (« Température du jour »).
Par trois fois ses chansons concoururent au Concours Eurovision de la chanson, pour la Yougoslavie puis pour la Croatie, la première fois en 1986 à Bergen, en Norvège, avec le titre Željo moja chanté par Doris Dragović, puis à Zagreb, en 1990, avec la chanson Hajde da ludujemo, interprétée par Tajči et enfin à Oslo avec la chanteuse Maja Blagdan.
En 1991,  Zrinko Tutić a écrit Moju domovin, en tant qu'auteur et producteur ; il a également écrit huit chansons pour le groupe croate Aida, dont Za djecu Hrvatske et Kad bi svi. Par la suite, il a également écrit de la musique de film, avec les titres Zlatne godine, Putovanje tamnom polutkom, Nausikaja, Kad mrtvi zapjevaju et Garcia. Pour Putovanje tamnom polutkom, en 1995, et pour Kad mrtvi zapjevaju, en 1998, il a reçu l'Arena d'or du Festival du film de Pula. En 2000, il a écrit la musique de l'identité sonore de la Hrvatska Radiotelevizija et celle du Championnat d'Europe de handball qui s'est déroulé à Zagreb et à Rijeka. 
En tant que producteur, il a édité plus de 30 albums, parmi lesquels on peut compter ceux de Severina Vučković, Maja Blagdan, Massimo, Doris Dragović, Ivan Mikulić, Željko Bebek, Davor Radolfi, Neda Ukraden, Mišo Kovač, Novi fosili, Sanja Doležal, Matteo, Tereza Kesovija et Tajči.